# Закс, Самуил Маркович
Самуи́л Ма́ркович Закс (литературные псевдонимы И. И. Гладнев и И. И. Гладышев, партийные псевдонимы Александр и Хома Брут; 24 августа 1884 — 8 марта 1937) — русский революционер, сын петербургского фабриканта Маркуса Исааковича Закса.

## Биография
Родился в Санкт-Петербурге в семье богатого купца и фабриканта Маркуса Закса, который владел бандажной фабрикой и магазинами нижнего белья, бандажа, медицинских протезов, корсетов и другого специального белья. Заксы по мужской линии были из прусских евреев, переехавших в Российскую империю и живших в Шавли (ныне –Шяуляй в Литве). В юности Самуил участвовал в кружках революционной еврейской молодёжи, после окончания Реформатского училища в Петербурге уехал в Германию учиться. Позже вступил в РСДРП, женился на сестре Г. Зиновьева Лие, в 1911—1912 годах был секретарём и редактором пролетарской газеты большевиков «Звезда».
Был тесно связан с А. Парвусом (И. Гельфандом), в 1916 году был его представителем и главой «Экспортно-импортной конторы» Парвуса и Ганецкого в Петрограде. Во время революции 1917 года его отец купил ему в апреле 1917 года типографию «Труд», в которой он печатал прокламации большевиков, их газеты и другую агитацию.
После Октябрьской революции был на подпольной работе в Германии. После окончания Гражданской войны работал редактором «Ленинградской правды».
Старший научный сотрудник института «Советская энциклопедия».
Участвовал в троцкистской оппозиции, в 1935 году исключён из ВКП(б).
24 апреля 1936 года написал заявление на имя Н. И. Ежова о фашистах среди составителей Большого немецко-русского словаря.
17 августа 1936 года арестован как глава троцкистской террористической группы, готовившей покушение на Сталина. Протокол допроса С. М. Закса-Гладнева от 10 августа 1936 года. Военная Коллегия Верховного Суда СССР 7 марта 1937 года за «участие в контрреволюционной троцкистской организации» приговорила С. М. Закса к высшей мере наказания. Расстрелян 8 марта 1937 года. Место захоронения — Москва, Донское кладбище.
Посмертно реабилитирован.